# Paracyathus coronatus
Paracyathus coronatus är en korallart som beskrevs av Duncan 1876. Paracyathus coronatus ingår i släktet Paracyathus och familjen Caryophylliidae.
Artens utbredningsområde är Indiska oceanen. Inga underarter finns listade i Catalogue of Life.